# كريل محدودب
كريل محدودب (الاسم العلمي: Euphausia gibba) هو نوع من المفصليات يتبع جنس الكريل من الفصيلة الكريلية.